# 용성관
용성관(龍城館)은 대한민국 전북특별자치도 남원시에 있었던 건물이다. 현재는 남원용성초등학교 안에 석물만 남아 있다. 용성관석물(龍城館石物)이 전라북도의 문화재자료 제104호로 지정되어 있다.

## 역사
용성관은 통일 신라 시대인 691년(신문왕 11년) 처음 지었다고 한다.
조선시대에는 관원들의 숙소로 사용했다. 한때는 조선 태조의 전패(殿牌:전(殿)자를 새긴 나무패로 왕의 상징임)를 모시어 ‘휼문관’이라고도 하였다. 그 규모가 웅대하여 남원 광한루, 관왕묘와 함께 고대건물의 3걸로 불리었다.
1597년 남원 전투에서 조명 연합군이 패하자 병마사 이복남이 태조의 전패가 일본군에 능욕당할 것을 염려해 용성관을 통째로 태웠다. 이후에도 여러 차례 불에 타 다시 지었다.
남원향교 건물을 쓰던 남원공립보통학교를 1907년(광무 11년)에 용성관 건물로 옮겼다. 그 이후로 지금까지 학교 부지로 쓰이고 있다.
한국 전쟁 때 건물이 불에 타 지금은 건물의 기단 70여m와 이 계단석물 1기만 남아있다. 잘 다듬은 계단은 아래의 난간 양쪽에 반원을 그리듯 둥글게 처리된 석물이 놓여있는데, 표면에 도깨비상을 조각해 놓아 독특한 모습이다. 석물의 정확한 제작연대는 알 수 없다. 현재 석물은 남원용성초등학교의 본관계단으로 사용하고 있다.

## 현지 안내문
이곳에 흩어져 있는 몇 점의 돌들은 옛 용성관 건물에서 나온 것들이다. 용성관은 통일신라 신문왕 11년(691)에 처음 지었다고 하는데, 조선시대에는 다른 지역에서 출장 온 관리의 숙소로 사용하였다. 조선 태조를 상징하는 나무 패를 모셨으며, 백성을 돕는다는 뜻에서 《홀민관》이라고도 불렀다. 이 용성관은 광한루 관왕묘와 더불에 남원의 3대 건물로 일컬을 만큼 규모가 컸다. 정유재란 때 불탔다가 광해군과 숙종 때 다시 지었으나, 6.25를 맞아 또 다시 불탔다. 지금은 70m 가량의 옛 건물 받침부와 용성초등학교 본관 계단으로 쓰이는 돌 1점이 남아 있다.

## 같이 보기
- 남원용성초등학교

## 참고 자료
- 용성관석물 - 국가유산청 국가유산포털